# Ipet-hemet (Monat)
Ipet-hemet bezeichnete im ägyptischen Kalender die Ernte-Periode und den vierten Monat der Jahreszeit Schemu. Von der prädynastischen Zeit bis zum Ende des Mittleren Reiches repräsentierte Ipet-hemet als ursprünglich zwölfter Monat des Sothis-Kalenders die Zeitspanne von 1. Mai bis 30. Mai.

## Hintergrund

### Mythologie
Den mythologischen Hintergrund bildete die Rangordnung der Gottheiten ab der 4. Dynastie im Alten Reich, in der Re als Sonnengott die oberste und erste Position bezog sowie Verschmelzungen mit anderen Gottheiten einging. Mit Re-Harachte wird Re beispielsweise als der im Osten erscheinende Sonnengott beschrieben. Es ist der eigentliche Name des Gottes „Re von Heliopolis“. 
In Theben ist Amun ab der 11. Dynastie als Lokalgottheit belegt. Um sich gegenüber der starken Re-Verehrung aus dem Alten Reich zu behaupten, zogen die Priester Amun und Re zur neuen Gottesbezeichnung Amun-Re zusammen. Amun galt als der „Re, den man in Karnak anbetet“. Im Neuen Reich stieg er als „Götterkönig und Herr der Throne beider Länder“ zum Hauptgott auf.
Mit dem im Alten Reich begonnenen Wechsel zum Sonnengott rückte der Mondgott Thot an die zweite Stelle und ist mit den Bezeichnungen „Wesir des Re“, „Schreiber des Re“ und „Kind von Re“ belegt. Der Sothis-Kalender trug der Sonnengottverehrung Rechnung, weshalb der erste Monat Wepet-renpet auch als „Geburtsmonat des Re-Harachte“ oder „Geburtsmonat des Re“ bezeichnet wurde.
Verbunden mit dem Beginn der 19. Dynastie vollzog sich eine Belebung des alten Seth-Kultes, in der Seth unter anderem als „Gefährte des Horus“ gilt und zugleich die alte Mondgottheit Thot in den Mittelpunkt rückt.

### Wechsel der Kalenderform
Im Ebers-Kalender um 1517 v. Chr. lag Ipet-hemet auf dem zweiten Schemu-Monat und datierte vom 15. Mai bis 13. Juni (Elephantine) beziehungsweise vom 20. Mai bis 18. Juni (Memphis).  
Alan Gardiner wie auch Richard Anthony Parker vermuten, dass Ipet-hemet im Laufe der Kalendergeschichte die Jahresform wechselte. Ipet-hemet verschob sich spätestens im Neuen Reich auf den elften Monat. Der Name des vierten Schemu-Monats änderte sich später entsprechend in „Geburtsmonat des Re“.